# Museum Østjylland Grenaa
Museum Østjylland Grenaa er et kulturhistorisk museum i Grenaa. Det beskæftiger sig med områdets kulturhistorie fra stenalderen op til moderne tid.
Museet er indrettet i en bindingsværksbygning fra 1700-tallet.
Museet har siden 2011 været en del af Museum Østjylland. Det blev grundlagt i 1917 under navnet Djurslands Museum, i 1981/82 blev den udvidet med en fiskerihistorisk samling.
Blandt de udstillede genstande er en mindre del af mønterne fra Kirialskatten som blev fundet i 1967. Det er den største skat, som nogensinde er fundet i Danmark, og resten findes på Nationalmuseet i København.